# Suzie Templeton
Pour les articles homonymes, voir Templeton.
Suzie Templeton est une réalisatrice, animatrice, auteur britannique née en 1967 dans l'Hampshire au Royaume-Uni.
Elle a réalisé à ce jour trois courts-métrages d'animation et a gagné 16 prix dans des festivals dont le BAFTA Film Award en 2002 et le grand prix du festival d'annecy en 2007 et Oscar du meilleur court-métrage d'animation en 2008.

## Filmographie
Suzie Templeton a réalisé trois courts-métrages d'animation.
- 2000 : Stanley
- 2002 : Dog (en)
- 2006 : Peter & the Wolf, 2006, une adaptation de Pierre et le Loup de Prokofiev.

## Distinctions
- 2000 : Lune de Bronze de Valencia, catégorie court-métrage, pour Stanley.
- 2000 : Récompense de la meilleure animation, catégorie étudiant, au Festival du film de Nashville, pour Stanley.
- 2000 : Meilleur travail d'étudiant au World Animation Celebration de Pasadena, Californie, États-Unis, pour Stanley.
- 2001 : Prix du jury, catégorie meilleure lumière au Ann Arbor Film Festival, pour Stanley.
- 2001 : Grand prix du jury, catégorie court-métrage d'animation, au Bare Bones International Film Festival, pour Stanley.
- 2001 : Meilleure animation britannique, à l'Edinburgh International Film Festival, pour Dog (en).
- 2001 : Grand prix, catégorie étudiant, à l'Ottawa International Animation Festival, pour Dog.
- 2002 : BAFTA, Meilleur court-métrage d'animation, pour Dog.
- 2002 : Récompense de Paul Berry pour le meilleur film d'étudiant, au British Animation Awards, pour Dog.
- 2002 : Caméléon de la meilleure animation, au Brooklyn International Film Festival, pour Dog.
- 2002 : Meilleur film du festival, ex-aequo avec Intolerance II: The Invasion (2001), au Melbourne International Animation Festival, pour Dog.
- 2002 : Meilleur court-métrage d'animation, au Málaga International Week of Fantastic Cinema, pour Stanley.
- 2002 : Prix du festival, catégorie animation / étudiant, au Palm Springs International Short Film Festival, pour Dog.
- 2002 : Meilleure animation, catégorie étudiant, de la Royal Television Society, pour Dog.
- 2003 : Nomination pour le cartoon d'Or au Cartoon Forum, pour Dog.
- 2003 : Meilleure animation au Tampere International Short Film Festival, pour Dog.
- 2007 : Nomination au BAFTA, catégorie court-métrage d'animation, pour Peter & the Wolf, partagée avec Hugh Welchman et Alan Dewhurst.
- 2007 : Grand prix au Festival d'Annecy, catégorie court-métrage, pour Peter & the Wolf.
- 2007 : Rose d'or au Light Entertainment Festival, pour Peter & the Wolf.
- 2008 : Oscar du meilleur court-métrage d'animation aux Oscars du cinéma, pour Peter & the Wolf, partagé avec Hugh Welchman.